# TIGET
TIGET（チゲット）は、株式会社grabssによって提供される、電子チケット販売・集客サービスである
。2019年7月末時点の年間登録イベント数は18,959件となっており、ライブイベント掲載数No.1のチケット予約・販売プラットフォームとなっている。

## 歴史
2013年11月10日にサービスを開始した。
2018年3月よりチケットの購入・予約者がイベント会場へ祝い花を贈るサービスを開始した。
2018年9月よりイベント主催向けプロフィールページ作成サービスである、TIGET plusのサービスを開始した。
2019年4月よりチケットのリセールサービスを開始した。
また、同月よりチケットの不正転売問題への対応として、顔認証チケット（β版）のサービスを開始した。
2019年7月より抽選チケットの取り扱いを開始した。
2019年8月にはチケット業界で初めてバンドルカード運営のカンムと業務提携をした。
2020年2月よりQRコードを使用した入場受付のサービスを開始した。

## チケット申し込み
チケットの購入・予約はTIGET上から行い、イベント会場でチケットを提示することでイベントに参加することができる。
チケットの購入・予約はイベント主催者が設定することができる。

## 特色あるサービス

### 顔認証チケット（β版）
チケット購入者だけが開くことができるチケットを発券するサービス。
顔認証システム「FaceOpen」を導入し、チケット購入前に予め登録された顔情報データとチケットを紐付け、イベント会場でのチケット表示時にチケットに紐付けられた顔
情報データとチケット所有者の顔情報データを照合、データが合致する場合にのみチケットを表示する。

### TIGET plus
イベント主催向けプロフィールページ作成サービス。
イベントやSNSなどの活動をファンへ「一瞬で届けられる」をコンセプトに、主催者の活動を１ページにひとまとめにすることができる。

### 祝い花を送る
イベント会場にユーザーが花を贈ることが出来るサービス。